# Мірко Тепавац
Мірко Тепавац (сербохорв. Mirko Tepavac, серб. кир.: Мирко Тепавац; нар. 13 серпня 1922 — пом. 28 серпня 2014) — югославський і сербський політик, комуністичний діяч, публіцист, міністр закордонних справ Соціалістичної Федеративної Республіки Югославія.

## Життєпис
Навчався в гімназії у Земуні, Сремській Митровиці та Белій Цркві.
Був учасником народно-визвольної війни в Югославії з 1941, а також членом Комуністичної партії Югославії з 1942 року. Під час війни виконував обов'язки політичного комісара загону, бригади, дивізії.
Після війни обіймав посади члена Головного правління Соціалістичного союзу трудового народу Сербії, члена ЦК Комуністичної партії Сербії, секретаря окружного комітету КПЮ у Зренянині та Панчеві, члена крайового комітету КПЮ у Воєводині, секретаря ради освіти і культури Соціалістичної Республіки Сербія.
Був директором Радіо Белград у 1955—1959 роках, послом ФНРЮ в УНР і помічником державного секретаря закордонних справ у 1959—1969 роках.
Директор і головний редактор газети «Політика» і член ЦК СК Сербії з 1965 до 1967 року.
Голова крайового комітету Союзу комуністів Воєводини з 1965 до 1967 року і союзний секретар (міністр) закордонних справ Югославії з 25 квітня 1969 до 1 листопада 1972, коли подав у відставку через три дні після тітовської чистки лібералів у Сербії.
1972 року нагороджений орденом Британської імперії у ранзі лицаря Великого хреста.